# Alum Sandra Ogwang Santa
Alum Sandra Ogwang (nascida em 2 de dezembro de 1972) é uma cientista social, política e legisladora do Uganda. Ela representa o povo do distrito de Oyam como representante distrital no Parlamento do Uganda. Ela é membro do Congresso do Povo do Uganda (UPC), um partido sob a presidência de Jimmy Akena, que é membro do parlamento do município de Lira e filho do ex-presidente Apollo Milton Obote.

## Educação
Alum começou a sua educação primária na escola primária de Anai, onde fez os seus exames de conclusão de curso (PLE) em 1987. Posteriormente, ela matriculou-se na escola secundária feminina de Ikwera para a sua formação O'level, onde concluiu com o seu Certificado de Educação no Uganda (UCE) em 1990. Ela então ingressou na escola secundária Bombo para a sua educação de nível A, onde concluiu o seu Certificado Avançado de Educação em Uganda (UACE) em 1994. A seguir ela frequentou a Universidade Makerere, onde se graduou como bacharel em ciência da informação e biblioteca em 1998. Posteriormente, ela concluiu um mestrado em estudos de género em 2010 pela mesma universidade.

## Carreira
Alum actua como diretora/secretária da Sysplus Limited de 1998 até à actualidade. De 2005 a 2006 ela também prestou serviços para a Universidade Makerere. Ela também foi membro do comité de contas públicas do distrito de Oyam de 2006 a 2010. Em 1998 ela foi professora no Colégio Almond, Lira.
Ela é membro do Parlamento do Uganda de 2011 até ao presente. No parlamento, ela é a líder partidária do Congresso do Povo do Uganda (UPC) e também actua no Comité de Negócios e no Comité de Agricultura. Ela também é membro da Associação Parlamentar de Mulheres do Uganda (UWOPA).
Alum Santa é membro do fórum parlamentar dpo Uganda sobre protecção social (UPFSP), um fórum que defende a protecção social especialmente nas áreas mais vulneráveis da população de Uganda.